# Quinteto La trucha

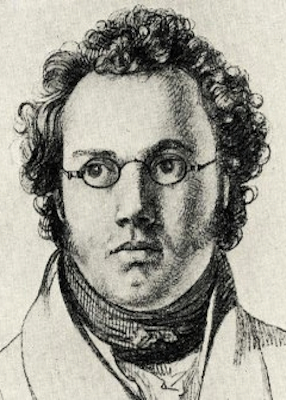
1821 Franz Schubert por Josef Kupelwieser

La trucha es el nombre que se suele usar para designar el quinteto para piano en la mayor de Franz Schubert, catalogado como D. 667. La obra fue compuesta en 1819, cuando Schubert contaba con 22 años, pero no se publicó hasta 1829, un año después de su muerte.
En lugar del habitual quinteto de piano formado por piano y cuarteto de cuerdas, este Quinteto está escrito para piano, violín, viola, violonchelo y contrabajo.
La pieza debe su nombre a su cuarto movimiento, que es un conjunto de variaciones sobre un tema escrito por Schubert anteriormente en su lied Die Forelle (La trucha). Aparentemente, el quinteto fue escrito para Sylvester Paumgartner, mecenas musical y violonchelista aficionado. Fue Sylvester quien sugirió al compositor incluir las variaciones antes mencionadas. Paumgartner, vivía en Styr donde Schubert pasó una temporada, y conocía una obra de Johann Nepomuk Hummel escrita para la misma combinación de instrumentos.

La figura de seisillo ascendente que aparece en el acompañamiento del lied es utilizada como motivo unificador en toda la obra, y figuras relacionadas aparecen en cuatro de los cinco movimientos. Como en el lied, la figura suele ser introducida por el piano, en forma ascendente.

## Estructura y análisis

### 1. Allegro vivace en forma sonata.
Como es común en las obras de música clásica, la exposición cambia de la tónica a la dominante, pero el lenguaje armónico de Schubert es innovador e incorpora muchos mediantes y supradominantes. Esto es evidente casi desde el comienzo de la pieza: después de afirmar la tónica durante diez compases, la armonía cambia abruptamente a Fa mayor (La bemol superdominante) en el undécimo compás. La sección de desarrollo comienza con un cambio igualmente abrupto, de Mi mayor (al final de la exposición) a Do mayor. El movimiento armónico es lento al principio, pero se vuelve más rápido hacia el regreso del primer tema, modulándose la armonía cada vez más en semitonos. La recuperación comienza en la subdominante, por lo que no es necesario realizar cambios de modulación en la transición al segundo tema: un fenómeno frecuente en los primeros movimientos de la forma sonata escrita por Schubert. Se diferencia de la exposición sólo en que omite los primeros compases y otra breve sección, antes del tema final.

### 2. Andante en Fa mayor (sobredominante de la tonalidad principal de la obra, La mayor).
Este movimiento se compone de dos secciones simétricas, siendo la segunda una versión transpuesta de la primera, salvo algunas diferencias de modulación que permiten que el movimiento termine en la misma tonalidad en la que comenzó. Una característica de este movimiento es su estructura tonal: la tonalidad cambia cromáticamente, por semitonos en orden ascendente, según el siguiente esquema (se han omitido algunas tonalidades intermedias de menor importancia estructural): Fa mayor - Fa sostenido menor - Sol mayor - La bemol mayor - La menor - Fa mayor.

### 3. Scherzo - Presto.
Este movimiento también contiene claves mediantes, como el final de la primera sección de la canzona, que está en Do mayor, el mediante bemol o relativo mayor del paralelo menor (La menor).

### 4. Andantino - Allegretto en re mayor (subdominante de la tonalidad principal de la obra).
Es un tema y variaciones del Lied Die Forelle de Schubert. Como es típico de otros movimientos con variaciones de Schubert (en contraste con el estilo de Beethoven), las variaciones no transforman el tema inicial en otro tema musical; más bien, se centran en la decoración melódica y los cambios de humor. En cada una de las primeras variaciones el tema principal lo toca un instrumento o grupo diferente. En la quinta variación, Schubert comienza con la supradominante (Si bemol mayor) y crea una serie de modulaciones antes de regresar a la tonalidad principal del movimiento, al comienzo de la sexta variación final. Un proceso similar se encuentra en tres de las composiciones posteriores de Schubert: en el Octeto en fa mayor D. 803 (cuarto movimiento), en la Sonata para piano en la menor D. 845 (segundo movimiento) y en el Impromptu en re bemol mayor D. .935 n.º 3. La variación final es similar a la del Lied original, compartiendo el mismo característico acompañamiento de piano.

### 5. Alegro giusto.
El final se divide en dos secciones simétricas, como el segundo movimiento. Sin embargo, el movimiento se diferencia de éste por la ausencia de un cromatismo inusual y por ser la segunda sección una transposición exacta de la primera (salvo algunos cambios de octava). Un signo de repetición se encuentra en la primera sección: si uno se adhiere meticulosamente a la música, el movimiento se compone de tres repeticiones largas, casi idénticas, del mismo material musical. Los intérpretes a veces optan por omitir la repetición de la primera sección. Aunque este movimiento no tiene el cromatismo del segundo movimiento, su diseño armónico es innovador: la primera sección termina en Re mayor, la subdominante. Esto está en contradicción con la estética del estilo musical clásico, en el que el primer evento armónico importante en una pieza musical o movimiento es la transición de la tónica a la dominante (o, más raramente, a la mediante o supradominante, pero nunca a la dominante).

## Significado musical
En comparación con otras importantes obras de cámara de Schubert, como los últimos tres cuartetos de cuerda y el gran Quinteto de cuerda, este Quinteto es una obra pausada, caracterizada por una menor coherencia estructural, especialmente en sus movimientos externos y el Andante. Estos movimientos contienen repeticiones inusualmente largas de material previamente expuesto, con poca o ninguna reelaboración estructural, con el objetivo de generar un diseño dramático unificado general.
La importancia de la pieza radica principalmente en el uso de un lenguaje armónico original e innovador, rico en mediantes y cromatismo, y en sus características tímbricas. Este Quinteto tiene una sonoridad única entre las obras de cámara para piano y cuerdas, debido principalmente a la parte del piano, que durante secciones sustanciales de la pieza se concentra en el registro más alto del instrumento, con ambas manos tocando la misma línea melódica con una octava de diferencia (habiendo sido liberado para hacerlo por la inclusión del violonchelo y el contrabajo en el conjunto). Esta escritura también aparece en otras obras de cámara de Schubert, como los tríos para piano, pero en mucha menor medida, y es característica de las obras de Schubert para piano a cuatro manos, unas de sus obras más personales. Esta escritura tímbrica puede haber influido en las obras de compositores románticos como Frédéric Chopin, que admiraba la música para piano a cuatro manos de Schubert.
El quinteto forma la base de la película de Christopher Nupen de 1969 The Trout, en la que Itzhak Perlman, Pinchas Zukerman, Jacqueline du Pré, Daniel Barenboim y Zubin Mehta la interpretan en el Queen Elizabeth Hall de Londres.